# Arjeplogs kommun
Arjeplogs kommun er en svensk kommune i Norrbottens län i Lappland.
Arjeplog er Sveriges fjerdestørste kommune og er lidt større end Skåne. Kun Kiruna kommun, Gällivare kommun og Jokkmokks kommun er større. Dog har Arjeplog samtidig den fjerdemindste befolkning. Dermed er Arjeplog den kommune i Sverige med den laveste befolkningstæthed på kun 0,2 indbyggere pr. kvadratkilometer.

## Større byer i Arjeplogs kommun
- Arjeplog
- Laisvall
- Laisvallby
- Mellanström
- Slagnäs
- Kasker
- Jäkkvik

66°02′00″N 17°57′00″Ø / 66.033333333333°N 17.95°Ø